# Принцип гомстеда

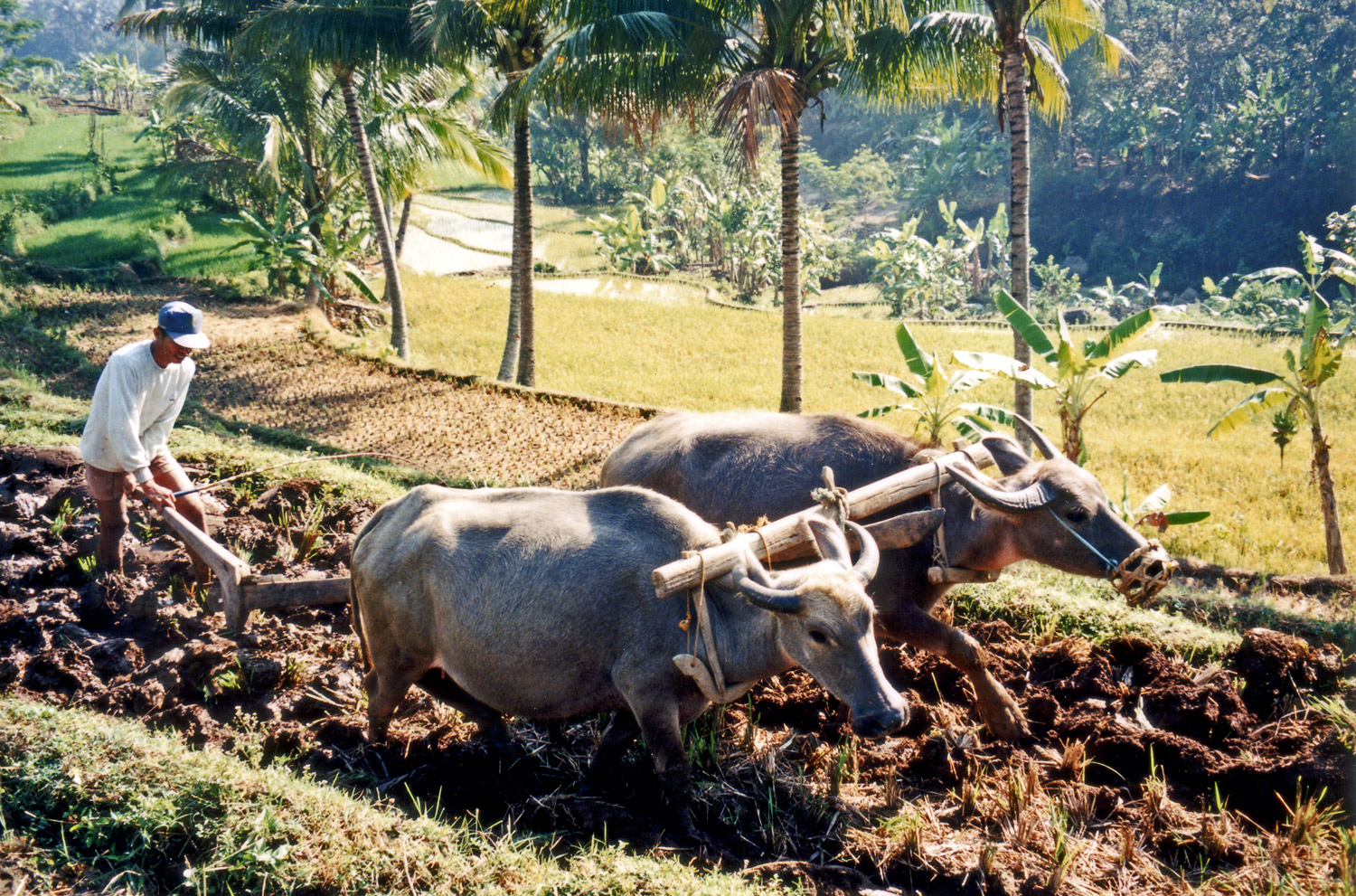
Согласно принципу гомстеда фермер, использующий ранее неиспользуемую землю, получает на неё право собственности

Принцип гомстеда — принцип, по которому человек приобретает право собственности на никому не принадлежащий природный ресурс, выполняя первоначальный акт присвоения. Присвоение может быть осуществлено путем активного использования бесхозного ресурса (например, его использования для производства продукта), присоединения его к ранее приобретенному имуществу или его маркировки (как, например, при таврении скота).
Сторонники интеллектуальной собственности считают, что идеи также могут быть объектом гомстеда при первом создании их виртуального или реального образа. Другие авторы, такие как Стефан Кинселла, утверждают, что, поскольку ощутимые проявления единой идеи будут присутствовать во многих местах, в том числе в сознании людей, это исключает возможность приобретения прав собственности на них в большинстве или во всех случаях.
Принцип гомстеда — одна из основных идей анархо-капитализма Мюррея Ротбарда.

## В политической философии

### Джон Локк
Основная статья: Трудовая теория собственности
В своей работе 1690 года «Второй трактат о правлении» философ эпохи Просвещения Джон Локк сформулировал принцип гомстеда.

Локк считал приложение труда к земле источником собственности посредством гомстеда:
«Хотя земли и все низшие существа принадлежат сообща всем людям, всё же каждый человек обладает некоторой собственностью, заключающейся в его собственной личности, на которую никто, кроме него самого, не имеет никаких прав. Мы можем сказать, что труд его тела и работа его рук по самому строгому счету принадлежат ему. Что бы тогда человек ни извлекал из того состояния, в котором природа этот предмет создала и сохранила, он сочетает его со своим трудом и присоединяет к нему нечто принадлежащее лично ему и тем самым делает его своей собственностью. Так как он выводит этот предмет из того состояния общего владения, в которое его поместила природа, то благодаря своему труду он присоединяет к нему что-то такое, что исключает общее право других людей».
Тем не менее Локк считал, что люди имеют право присваивать бесхозные вещи в частную собственность только в том случае, если «достаточное количество и того же самого качества остается для общего пользования других». Оговорка Локка гласит, что присвоение бесхозных ресурсов является умалением прав других людей на них и будет приемлемым только в том случае, если присвоение не ухудшит чье-либо положение.

### Мюррей Ротбард
Либертарианский философ и экономист австрийской школы Мюррей Ротбард отверг оговорку Локка как угрожающую частной собственности:
«Фактически оговорка Локка может привести к объявлению вне закона всей земли, находящейся в частной собственности, так как любой может заявить, что от уменьшения количества доступной земли пострадают все, кто не присвоил ее. Фактически невозможно измерить или даже узнать о том, пострадал кто-то или нет. И даже если да, то я утверждаю, что это тоже входит в их надлежащее принятие риска. Каждый имеет право объявлять своей собственностью ранее ничейную землю или ресурсы. Те, кто опоздал это сделать, пострадают от этого, но это их собственный риск в нашем свободном и неопределенном мире. В США больше не осталось большого количества пограничных целинных земель, и этот факт не следует оплакивать. Фактически, мы можем получить столько доступа к этим ресурсам, сколько захотим, путем уплаты за них рыночной цены; но даже если владельцы откажутся продавать их или сдавать в аренду — это их право в свободном обществе».
 Ротбард также утверждал, что гомстед включает в себя любые права, возникающие в результате использования, в том числе права на шум и загрязнение. Он пишет:
«Большинство из нас думают о гомстеде бесхозных ресурсов в старомодном смысле: очистить участок бесхозной земли и обработать почву. … Предположим, например, что аэропорт окружен большим количеством бесхозной земли вокруг него. Аэропорт является источником уровня шума, скажем, в X децибел, при этом звуковые волны распространяются по пустой земле. Затем застройщик покупает землю возле аэропорта и строит на ней жилые дома. Некоторое время спустя собственники домов предъявляют иск аэропорту за чрезмерный шум, мешающий беспрепятственному использованию домов.
Чрезмерный шум можно считать формой агрессии, но в данном случае аэропорт уже подверг гомстеду уровень шума в X децибел. Аэропорт теперь „имеет право“ создавать шум в X децибел в окрестностях. С юридической точки зрения мы можем затем сказать, что аэропорт, благодаря гомстеду, получил сервитут на создание X децибел шума».
Ротбард интерпретирует физическую степень, в которой гомстед устанавливает право собственности, с точки зрения соответствующей «технологической единицы», которая является минимально необходимой для практического использования ресурса. Он пишет:
"Если некто использует определенное количество ресурса, сколько из этого ресурса будет становиться его собственностью? Наш ответ заключается в том, что он владеет технологической единицей ресурса. Размер этой единицы зависит от типа рассматриваемого товара или ресурса и должен определяться судьями, присяжными или арбитрами, которые являются экспертами в конкретной отрасли или в вопросе ресурса, о которых идет речь.

### Уолтер Блок
Экономист австрийской школы Уолтер Блок описал механизмы действия принципа гомстеда в отношении водных ресурсов и космических объектов. Отвергая оговорку Локка, он вывел свою собственную оговорку для принципа гомстеда, в соответствии с которой собственник территории, окружающей бесхозный ресурс, обязан пропустить потенциального гомстедера к этому ресурсу через свою территорию. Противники оговорки Блока указывают на её противоречивость и на произвольное возникновение сервитутов на проход по чужим земельным участкам в результате ее действия.